# Robert Haab
Robert Haab (Wädenswil, 8 augustus 1865 - Zürich, 15 oktober 1939) was een Zwitsers politicus.
Haab bezocht het gymnasium en studeerde daarna rechten in Zürich, Straatsburg en Leipzig. In 1888 promoveerde hij en werkte daarna enige tijd bij een advocatenpraktijk. In 1889 opende hij zijn eigen advocatenpraktijk te Wädenswil, waar hij tot 1899 de leiding over had. In 1899 werd hij rechter.
In 1892 werd hij voor de Vrijzinnige-Democratische Partij (FDP) in de gemeenteraad van Wädenswil gekozen. Van 1894 tot 1899 was hij voorzitter van de gemeenteraad. In 1894 werd Haab in de Kantonsraad van Zürich gekozen. In 1908 volgde zijn verkiezing in de Regeringsraad van Zürich. Tijdens zijn lidmaatschap van de Regeringsraad (1908-1912) leidde hij het departement van Justitie, Politie en Militaire Zaken en daarna het departement van Bouw.
Haabs benoeming - als opvolger van Placid Weissenbach - tot president-directeur van de Zwitserse Spoorwegen in 1911, leidde tot zijn aftreden als lid van de Regeringsraad van Zürich. Van 1915 tot 1916 was hij hoofd van een economische missie en bezocht in die functie Duitsland en Roemenië. Van 1916 tot 1917 was Haab Zwitsers gezant in Berlijn.
Op 13 december 1917 werd Haab in de Bondsraad gekozen. Hij bleef in de Bondsraad tot 31 december 1929. Hij beheerde als lid van de Bondsraad het Departement van Posterijen en Spoorwegen. In die functie stimuleerde hij de elektrificatie van de spoorwegen.
Haab was in 1921 en in 1928 vicepresident en in 1922 en in 1929 bondspresident.
Na zijn aftreden werkte hij voor culturele verenigingen in Zürich. In 1934 werd Haab hij president-directeur van de Zwitserse Volksbank.
Haab was een geëngageerd man en een sterke persoonlijkheid. In 1922 werd hij ereburger van Richterswil en in 1933 ontving hij een eredoctoraat.